# Bodunha
Bodunha, pseudonimo di Mateus Manuel Agostinho (Luanda, 28 luglio 1974), è un allenatore di calcio ed ex calciatore angolano, di ruolo difensore, tecnico del Petro Atlético.

## Palmarès

### Giocatore

#### Competizioni nazionali
- Campionato angolano: 3

Petro Atlético: 1993, 1994, 1995
- Coppa d'Angola: 2

Petro Atlético: 1993, 1994
- Supercoppa d'Angola: 2

Petro Atlético: 1993, 1994

### Allenatore

#### Competizioni nazionali
- Campionato angolano: 3

Petro Atlético: 2021-2022, 2022-2023, 2023-2024
- Coppa d'Angola: 3

Petro Atlético: 2021, 2022, 2023